# 陳慕賢
陳慕賢，1967年開始在香港當播音員，是香港商業電臺播音員，在長壽節目《十八樓C座》（1971年至今）分別扮演無牙三姑和周紅兩個角色。
2022年2月，陳慕賢確診新冠肺炎。